# Sambou Soumano
Sambou Soumano (* 13. Januar 2001 in Dakar) ist ein senegalesischer Fußballspieler, der bei FC Lorient unter Vertrag steht.

## Karriere
Soumano begann seine fußballerische Ausbildung bei der Youth Elite Foot im Senegal. Später wechselte er zum französischen Verein FC Pau. In der Saison 2019/20 spielte er dort 13 Mal für die zweite Mannschaft in der National 3 und kam zu einem Einsatz in der drittklassigen ersten Mannschaft. Im Sommer 2020 wechselte er in die National 2 zu den Voltigeurs de Châteaubriant. Für seinen neuen Verein schoss er in Pokal und vierter Liga insgesamt fünf Tore in neun Partien. Noch im Sommer darauf wechselte er in den Profibereich zum Erstligisten FC Lorient. Sein Debüt für die Profis, nach sämtlichen Toren in nur wenigen Zweitmannschaftsspielen, gab er am 24. Oktober 2020 (11. Spieltag) bei einem 1:1-Unentschieden gegen Girondins Bordeaux. Am 19. Januar 2022 (20. Spieltag, nachgeholt) schoss er gegen den OSC Lille sein erstes Profitor, als er bei einer 1:3-Niederlage das einzige Tor seines Vereins, nach Einwechslung, schoss. Neben weiteren Treffern bei Spielen für die Amateurmannschaft kam er zudem zu einigen Einsätzen und Toren für die Profis.
Mitte August 2022 wurde der Stürmer für die Saison 2022/23 leihweise an den belgischen Erstligisten KAS Eupen abgegeben. Im Januar 2023 wurde die Leihe vorzeitig beendet und der Spieler an AF Rodez weiterverliehen.